# Vidsič
Vidsič (ukrajinsky Відсіч, „odpor“) je ukrajinské občanské hnutí, které vzniklo jako reakce na přicházející režim Janukovyče a souvisí s protiukrajinskými a sociálně-ekonomickými degradačními trendy.

## Vznik

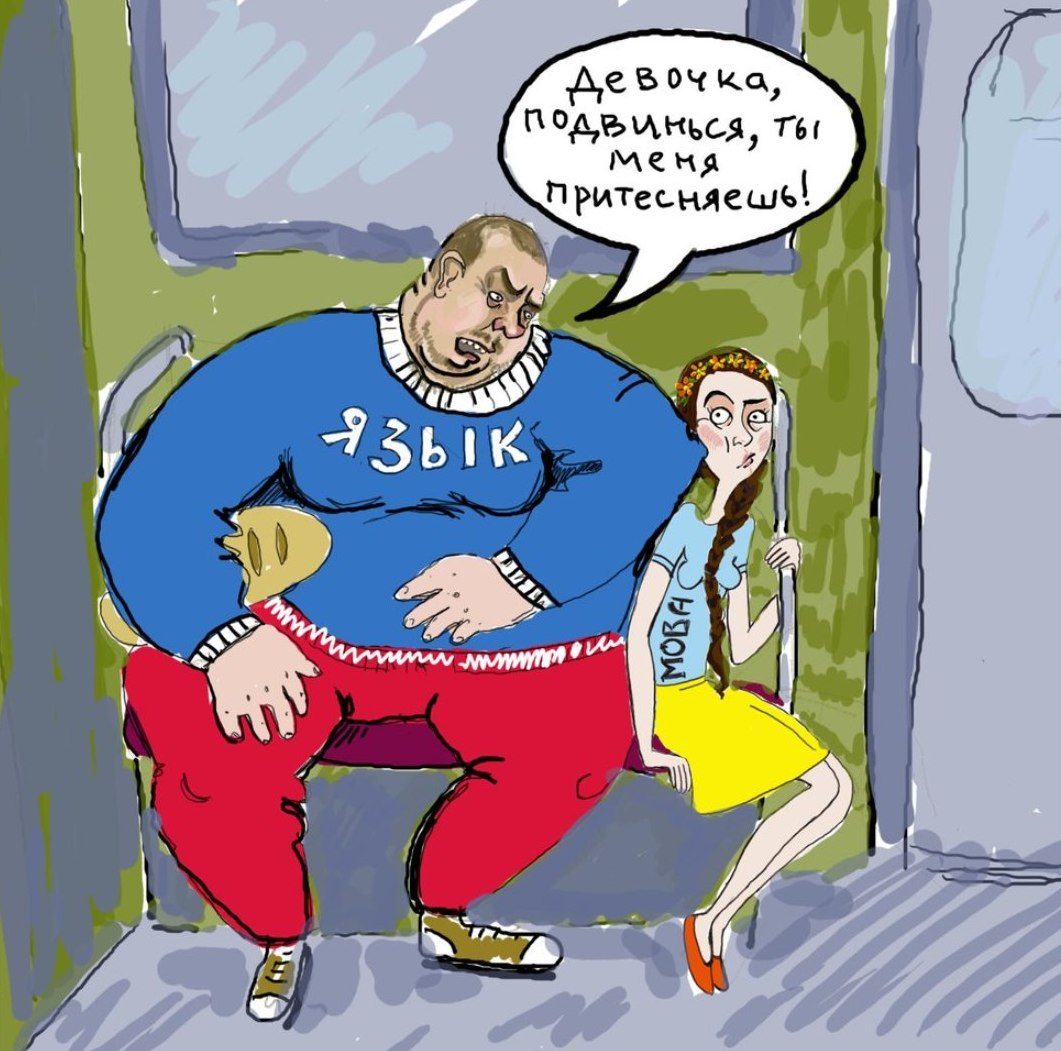
Karikatura poukazující na stav ukrajinského jazyka na Ukrajině. Používala se během kampaně proti diskriminaci ukrajinského jazyka

Poté, co prezidentské volby v roce 2010 vyhrál Viktor Janukovyč, rozhodli se vlastenci a znepokojení občané, kteří se dříve účastnili protestních akcí, shromáždit se a prodiskutovat společensko-politickou situaci na Ukrajině, možné důsledky a nebezpečí od nově zvolené moci. Na setkání byli rovněž pozváni přátelé, známí, členové různých organizací.
Setkání bylo naplánováno na 20. února 2010. Toto datum je považováno za den vzniku Vidsiči, protože se na schůzce rozhodlo sdružit se pro další aktivity. Byly nastíněny některé zásady a směry činnosti budoucího hnutí.
Na založení Vidsiči se podíleli nejen členové předchozích hnutí („Revoluce na žule“, „Ukrajina bez Kučmy“, veřejný výbor hnutí „Za pravdu!“, občanské sdružení „Pora!“ (černá) a dalších), ale také řadově uvědomělí občané.

## Zásady hnutí
1. Nenásilnost. Nenásilný odpor se používá jako nejúčinnější způsob boje (neplést s pacifismem).
2. Střídání aktivistů a absence hierarchie. Absence formálních vůdců – každá akce nebo kampaň má své koordinátory, avšak hnutí jako celek nemá jediného vůdce, který by rozdával pokyny shora, proto všechna rozhodnutí jsou přijímána v průběhu diskuse mezi aktivisty. Regionální uskupení jsou rovnocenné a navzájem komunikují horizontálně.
3. Otevřenost. Vidsič prakticky nemá žádná tajemství před vnějším světem. Některé informace jsou však chráněné proti šíření – jako jsou hesla či osobní údaje aktivistů. Nicméně, informace ohledně postoje a činnosti hnutí jsou přístupné všem.
4. Nadstranickost a nadideologická pozice. Občanské hnutí Vidsič nepracuje pro žádnou politickou stranu. Členové politických stran mohou být zároveň aktivisty Vidsiči, avšak v rámci hnutí zájmy svých stran by neměli prosazovat. Aktivisté mohou mít různé postoje, ale ve hnutí je sjednocuje společný cíl.
5. Zásada konsensu spočívá v tom, že je přijato jen takové rozhodnutí, na kterém se shodují všichni.
6. Obětavost. Nikdo nemůže využit podílení se na aktivitách Vidsiči pro vlastní prospěch, snad jen kromě uspokojení z odvedené práce. A naopak, všichni aktivisté Vidsiči musí něco obětovat pro společnou věc (čas, úsilí, peníze atd.).
7. Copyleft — každý dělá to, co je ochoten dělat, aniž by něco požadoval pro sebe. Cokoliv, co aktivista pro Vidsič vytvoří, přestává být jeho vlastnictvím a stává se majetkem hnutí, společnosti a lidské civilizace. Nikdo nemá právo požadovat pocty nebo preference za to, co dělá.

## Akce a protesty

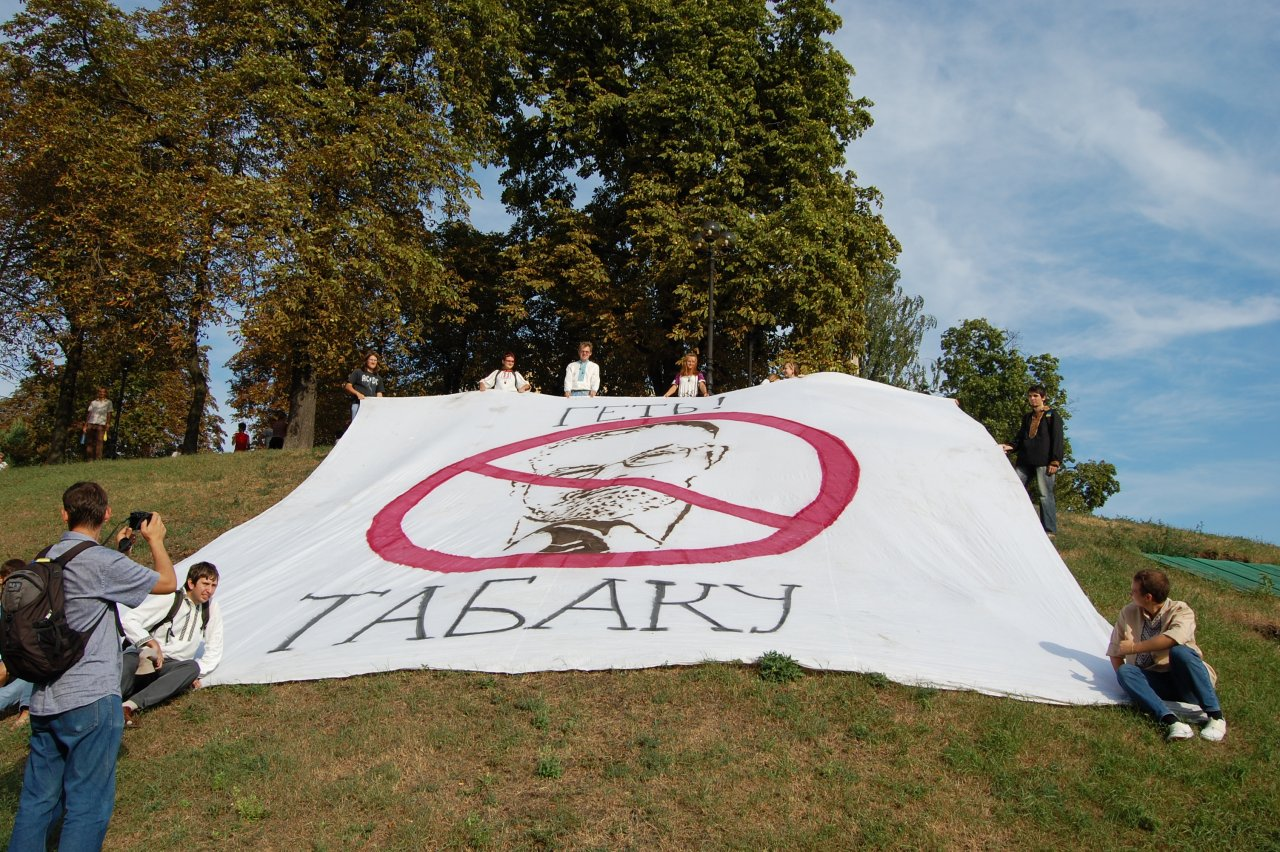
„Anti-Tabachniková kampaň“. Na transparentu je napsáno „Pryč s Tabakem!“

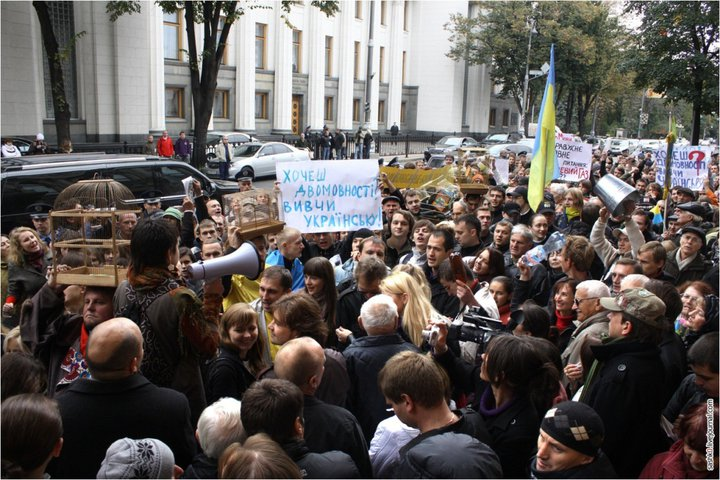
Akce na ochranu ukrajinského jazyka, říjen 2010

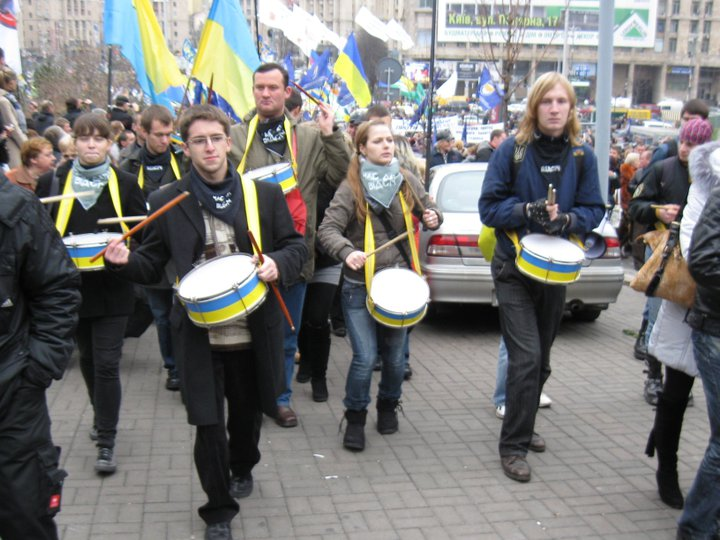
Akce proti schválení Daňového zákonu, listopad 2010

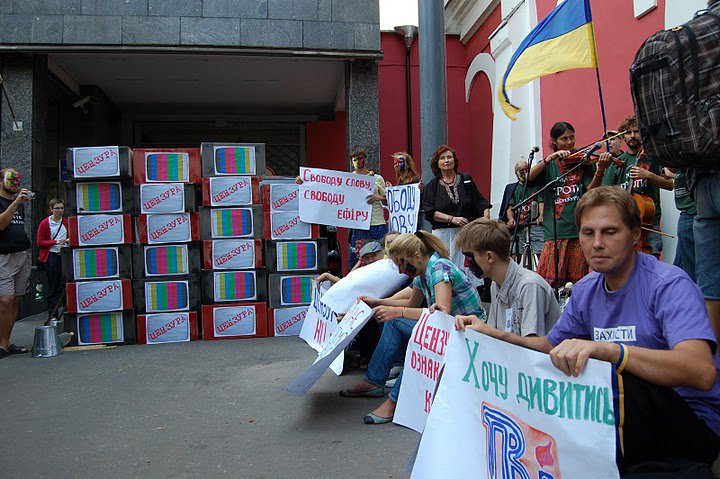
Akce na podporu nezávislých ukrajinských televizních kanálů

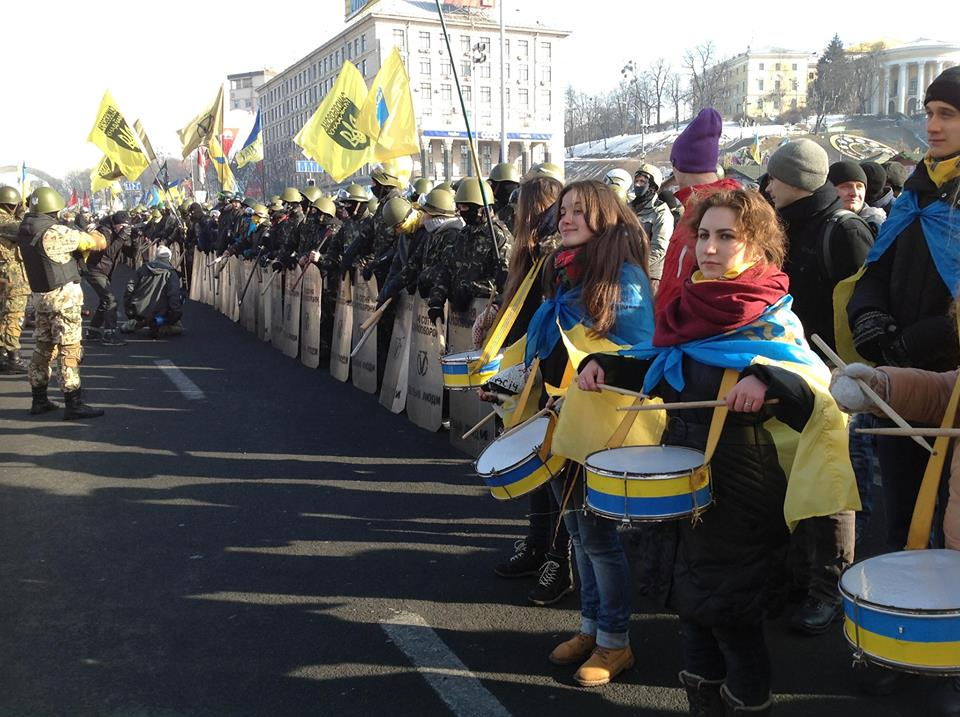
Ženská četa 16. sotně Sebeobrany Majdanu během pochodu k budově Parlamentu Ukrajiny 6. února 2014

Od března roku 2010 občanské hnutí Vidsič podílelo se na stovkách akcí v mnoha městech Ukrajiny, a to převážně formou pouličních protestů a výstražných stávek, sit-in protestů, slyšení, kulatých stolů, šíření letáků, apod., uspořádaných samostatně a ve spolupráci s jinými organizacemi. Mezi tyto akce zejména patří:
- „Anti-Tabachniková kampaň“ — akce na ochranu vzdělávacího systému Ukrajiny proti „inovacím“ nového ministra školství a vědy (následně – ministra školství, vědy, mládeže a tělovýchovy) Dmytra Tabachnyka, který byl znám svými proti-ukrajinskými, šovinistickými a xenofobními výroky.[1]

- Kampaň „Nechceme policejní stát!“ požadující náležité vyšetření a následné potrestání viníků ze smrti studenta Igora Indyla v cele předběžného zadržení policejního oddělení[2][3], dalších podobných případů a proti policejní svévoli obecně.[4]

- Kampaň proti návrhům zákona č. 2450,[5], č. 0918 a dalších, které měly výrazně omezit svobodu pokojných shromažďování, zejména kampaně „K pokojnému protestu“[6]. Byly také uspořádány akce solidarity s Bělorusy a Rusy,[7][8] kteří bojují za právo pokojně se shromažďovat ve svých zemích.[9][10]

- Kampaň „Dělejte skutky, nechte jazyk na pokoji!“ proti návrhům zákonů č. 1015-3 „O jazycích na Ukrajině“ a č. 9073 „O zásadách státní jazykové politiky na Ukrajině“, které vyvolaly zesílení napětí ve společnosti v souvislosti s jazyky a které vytlačuji ukrajinštinu z veřejného života na Ukrajině.[11]
  - Kampaň „Odpovědnost za rozdělení země“ zaměřená proti přijatému návrhu zákona č. 9073 „O zásadách státní jazykové politiky“ a také na překonání nežádoucích důsledků zákona č. 5029-VI „O zásadách státní jazykové politiky“. Kampaň spočívala v informování veřejností a tímto podkopávání popularity politických stran, jednotlivých poslanců a jiných osob, odpovědných za schválení zákonů v parlamentu Ukrajiny[12]

- Kampaň „Proti degradaci vzdělání“ proti zákonům o vysokoškolském vzdělání (č. 7486-1, č. 9655, č. 1187), které výrazně zmenčuji práva a sociální jistoty studentů[13] a také podporuje prohlubování korupce ve školách a vzdělávacích institucích.[14][15][16]
  - Kampaň Na ochranu externího nezávislého zkoušení — proti přijatým normám zákonů č. 1187 a č. 2060, které snižují váhu externího nezávislého zkoušení.[17]

- Organizace protestů proti novému návrhů daňového zákona v rámci tzv. Daňového majdanu

- Akce proti cenzuře a na podporu svobody projevu, zejména proti odebrání vysílacích frekvenci televizním kanálům „5“, „TVi“[18], „STB“, a také akce pro uctění památky novinářů zavražděných v nezávislé Ukrajině.

- Kampaň na uctění památky obětí Hladomoru, podpora přejmenování toponym, názvů měst, nesoucích jména organizátorů a pachatelů Hladomoru.[19]

- Kampaň bojkotu ruského zboží „Nekupuj ruské!“ v reakci na obchodní blokádu ruskou celnicí ukrajinského zboží dováženého do Ruské federace, a pak také kvůli okupaci a následné anexi Krymu a podpory ze strany Ruska ozbrojeného separatismu na východní Ukrajině.

- Účast v Euromajdanu, zejména v koordinaci studentských stávek[20][21][22][23], v kampani bojkotu Strany regionů[24], v Sebeobraně Majdanu[25][26][27].

- Akce u Velvyslanectví České republiky v Kyjevě na které aktivisté, umělci a členové rodin příslušníků ukrajinské armády vyzvali vládu České republiky aby neblokovala, ale naopak podpořila zpřísnění sankci Evropské unie vůči Rusku v souvislostí s agresí Ruska proti Ukrajině.[28]

- Pořádání sběru finančních prostředků,[29] potravin,[30][31] vybavení apod. pro Ukrajinské vojáky (mimo jiné 95. výsadkářské[32][33][34][35] a 128. motostřelecké brigády[36] Ukrajinské armády), které jsou zapojený do bojů na východní Ukrajině.[37][38]

Občanské hnutí Vidsič bylo také organizátorem nebo spoluorganizatorem: akce solidarity s obránci Charkovského parku, proti setrvání Černomořské flotily Ruské federace na území Ukrajiny, na zachování ukrajinského dabování kinofilmů, proti pronásledování výzkumníků historie a historickému revizionizmu, propagace národních symbolů, akci „Velikonoce spolu“ (pobyt studentů z východní a jižní Ukrajiny v rodinách svých vrstevníků ve Lvově), „Nenecháme vystěhovat muzeum z Lavry“, „Ukrajinština v rozhlase“, akce proti přejmenování ulice Ivana Mazepy, akce na památku 66. výročí deportace krymských Tatarů, „Pamatujeme zničený Chrešťatyk!“, na památku hrdinů padlých v Boji u Krut, oslava Dne jednoty (řetěz jednoty v Drohobyče, na mostě Patona v Kyjevě, „Koblihy pro obyvatele Doněcku“ ve Lvově, apod.), sběr podpisů pro znovuzavedení některých vlakových linek a proti uměle vytvářenému deficitu místenek společností Ukrzaliznycja, demonstrace studentské „zbraně“, umělecký protest proti návrhu zákona č. 8757 známému též pod přezdívkou „turné“; proti poruštění nápisů na etiketách výrobků; proti připojení Ukrajiny k Celní unii Běloruska, Kazachstánu a Ruska a za členství v Evropské unii, kampaň proti Viktoru Medvedchuku a proti jeho kampani známe pod názvem „Ukrajinská volba“; občanské iniciativy proti jmenování Olega Sala v roce 2013 ředitelem Lvovského oblastního úřadu; akce požadující od vlády podniknou kroky k obnovení kontroly nad územím východní Ukrajinu obsazeným proruskými ozbrojencí; akce požadující od vlády náležitě vybavit Ukrajinské vojáky všem potřebným; akce na podporu vojáků; akce požadující reformování volebního zákonu a další.

## Publikace
Od března roku 2013 aktivisté občanského hnutí, které jsou současně studenty Kyjevsko-Mohylanské akademie, vydávají studentské noviny „Skovoridka“ (ukrajinsky Сковорідка, „pánev“), jejichž hlavními tématy jsou život studentů akademie, studentské a vzdělávací problémy na Ukrajině.